# Flor Velázquez
Flor Angela Velázquez Artahona (ur. 2 maja 1984) – wenezuelska judoczka. Dwukrotna olimpijka. Zajęła dziewiąte miejsce w Pekinie 2008 i odpadła w eliminacjach w Atenach 2004. Walczyła w wadze półlekkiej.
Uczestniczka mistrzostw świata w 2003, 2005, 2007 i 2011. Startowała w Pucharze Świata w latach 2004, 2008, 2010 i 2011. Brązowa medalistka igrzysk panamerykańskich w 2003 i 2007. Zdobyła dwa medale na igrzyskach Ameryki Południowej w 2006. Mistrzyni igrzysk boliwaryjskich w 2005 i druga w 2009. Zdobyła sześć medali na igrzyskach Ameryki Środkowej i Karaibów i cztery na mistrzostwach panamerykańskich. Trzecia na mistrzostwach Ameryki Południowej w 2002 roku.

## Letnie Igrzyska Olimpijskie 2004
| Konkurencja | Eliminacje                 | Klas. końcowa |
| Konkurencja | Przeciwnik I               | Miejsce       |
| ----------- | -------------------------- | ------------- |
| 52 kg       | Georgina Singleton (GBR) P | 1 runda       |

## Letnie Igrzyska Olimpijskie 2008
| Konkurencja | Eliminacje        | Repasaże                | Repasaże                 | Klas. końcowa |
| Konkurencja | Przeciwnik I      | Przeciwnik I            | Przeciwnik II            | Miejsce       |
| ----------- | ----------------- | ----------------------- | ------------------------ | ------------- |
| 52 kg       | An Kum-ae (PRK) P | Yagnelis Mestre (CUB) Z | Szołpan Kalijewa (KAZ) P | 9.            |